# 도쿄 메트로 히비야선
도쿄지하철 히비야선(東京地下鉄日比谷線)은 도쿄 지하철의 철도 노선이다. 일반적으로는 도쿄 메트로 히비야 선(東京メトロ日比谷線) 이나 지하철 히비야 선(일본어: 地下鉄日比谷線) 이라고 불린다. 알파벳 약호는 Hibiya의 H이고, 노선 색은 ○은색 같은 회색이다. 도쿄 지하철 한조몬 선과 함께 도부 이세사키 선에 직결 운행을 하는데, 한조몬 선과 달리 완행으로 직결한다.

## 역사
- 1961년 3월 28일: 미나미센주역 ~ 나카오카치마치 역 개통.
- 1962년 5월 31일: 기타센주역 ~ 미나미센주역, 나카오카치마치 역 ~ 닌교초 역 개통, 기타센주역에서 도부 철도로 직결 운행 시작.
- 1963년 2월 28일: 닌교초 역 ~ 히가시긴자 역 개통.
- 1964년 3월 25일: 가스미가세키역 ~ 에비스역 개통.
- 1964년 7월 22일: 에비스역 ~ 나카메구로 역 개통.
- 1964년 8월 29일: 히가시긴자 역 ~ 가스미가세키역 개통, 모든 구간 개통, 도쿄 급행 전철과 직결 운행 시작.
- 1995년 3월 20일: 도쿄 지하철 사린 사건에 말려들었다.
- 2013년 3월 16일: 도큐 도요코 선과의 직결 운행 종료, 도부 이세사키 선과의 직결 운행 구간을 도부 도부쓰코엔 역에서 미나미쿠리하시 역으로 연장.
- 2018년 3월 17일: 닌교초 역과 한조몬 선 스이텐구마에 역, 쓰키지 역과 유라쿠초 선 신토미초역과 각각 환승역이 인정.
- 2020년 6월 6일: 도라노몬 힐스 역이 영업을 개시, 가스미가세키 ~ 기타센주 구간에 있는 각 전철역의 역 번호를 변경.

## 운행 형태

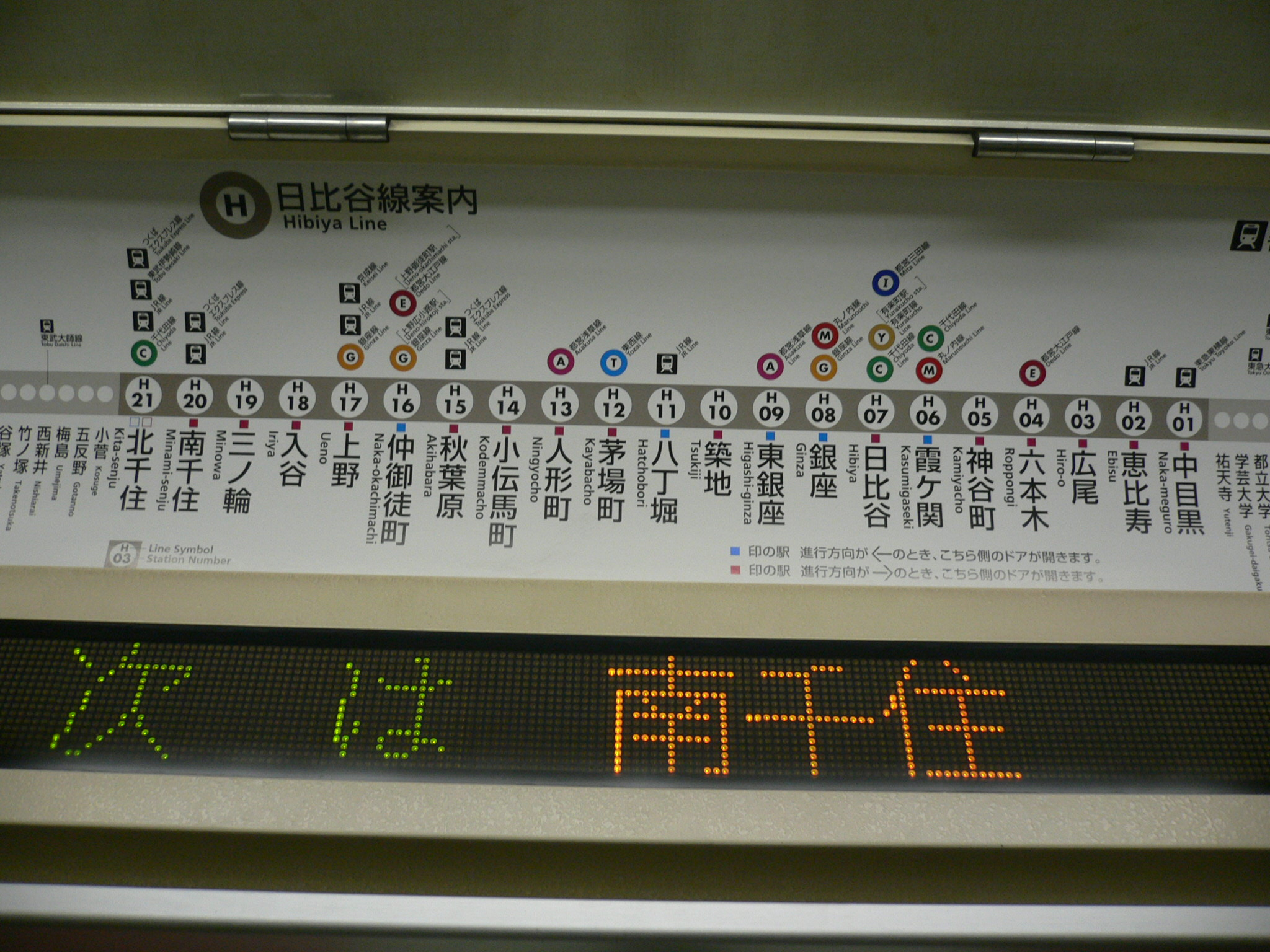
히비야 선 열차내 출입문 상단에 있는 다음역 안내 패널 및 노선안내(03계 전차, 2013년 3월 15일 이전 판)

히비야 선은 전 열차가 노선 내의 모든 역에 정차하는 각역정차(各驛停車) 운행을 하고 있다. 기타센주역 - 나카메구로 역 간의 운행 소요시간은 43분이다(표시속도 28.3km/h). 평일 아침 러쉬 시간대에는 약 2분 간격, 그 외의 일상 시간대는 5분 간격으로 열차가 운행된다. 일부 시간대에는 미나미센주역을 시발, 종착으로 하는 열차와 도부 이세사키 선에서 진입하는 열차 및 기타센주역 출발의 가스미가세키·롯폰기 행 열차가 있으며, 나카메구로 출발 열차 중에는 최종 마감 운행 및 직전 열차 중에 히로오 행 열차가 설정되어 있다.
종착역인 기타센주역에서, 도부 이세사키 선을 경유하여 도부 닛코 선 미나미쿠리하시 역까지 상호직통운전을 실시 중이다. 평일 운행 시간대의 운전 간격은, 10분 안에 선내 운행 열차와 도부 이세사키 선 직통 열차가 교대로 운행된다. 도부 이세사키 선 직통 열차는 1시간 간격으로 도부 도부쓰코엔 역까지 가는 열차가 4편, 미나미쿠리하시 역 도착 열차가 2편 운행된다.
2013년 3월 15일까지는, 또다른 종착역인 나카메구로 역에서 도큐 도요코 선의 기쿠나역까지 상호직통 운전을 실시하였으나, 도큐 도요코 선과 후쿠토신 선이 상호연결된 16일부터는 직통 운행을 하지 않는다.

## 차량
다음과 같은 차량은 모두 전동차이다.

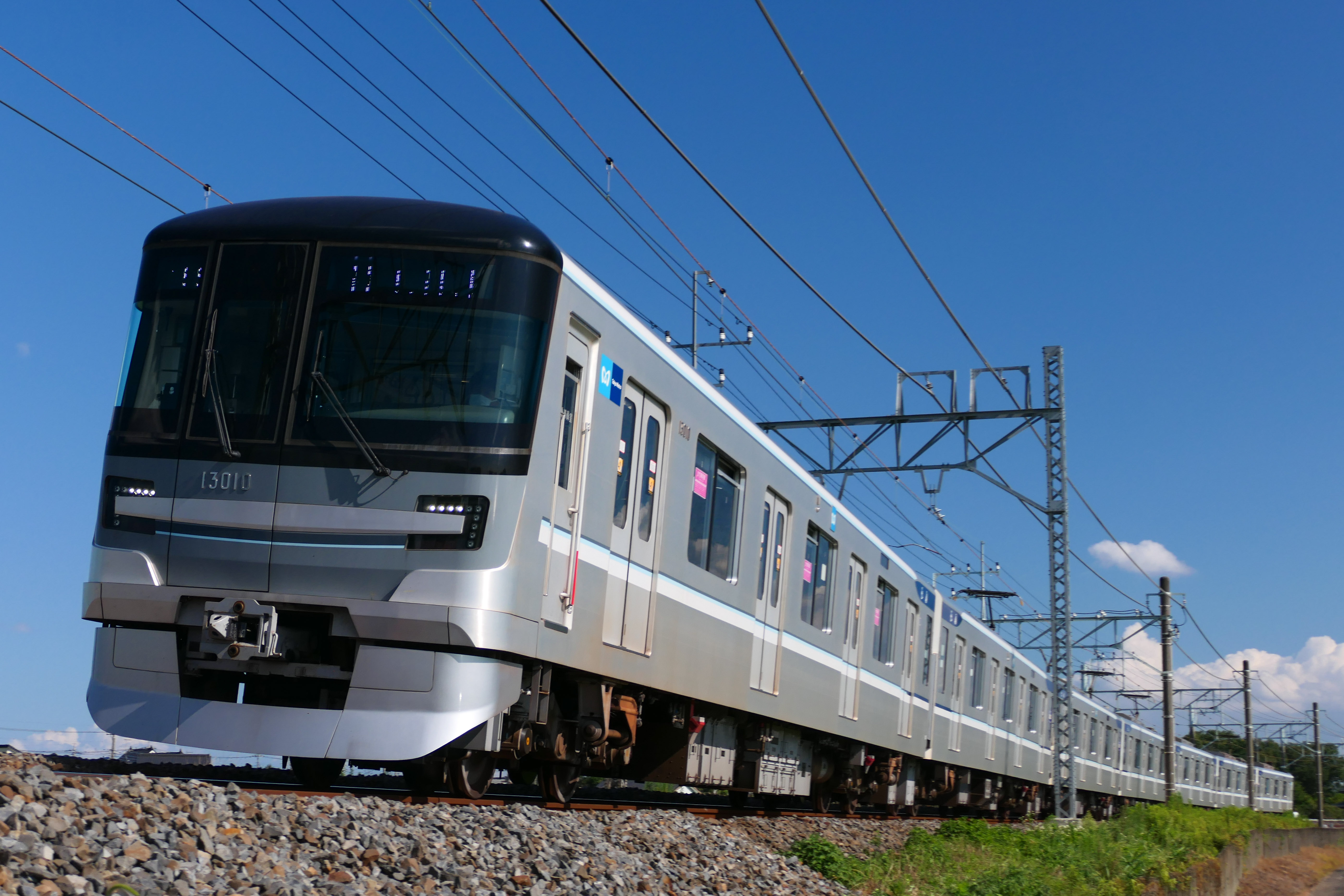
13000계
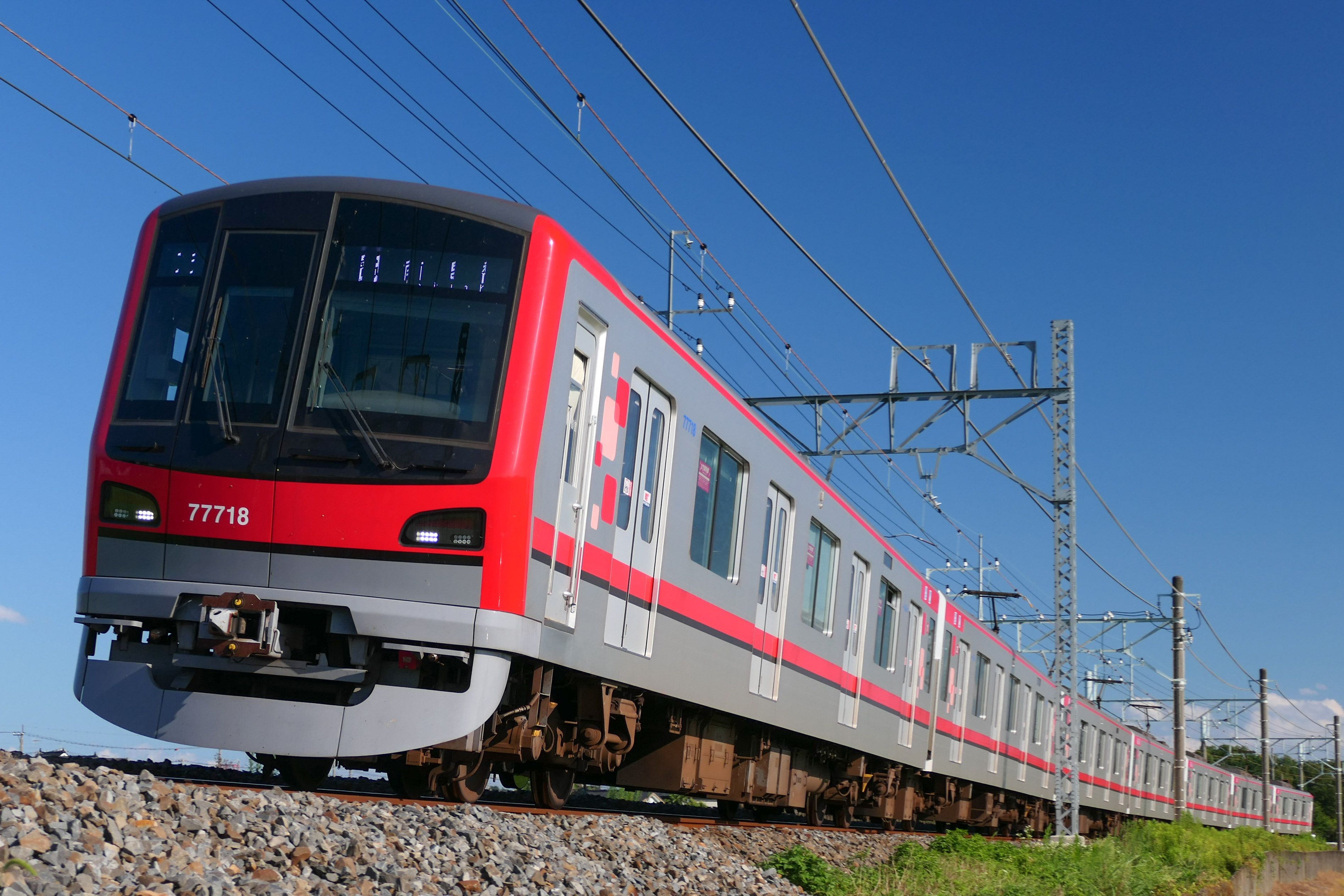
도부 70000계

- 13000계
- 도부 70000계

### 운행이 종료된 차량
- 도부 20000계(2020년 3월 27일 운행 종료)
- 03계(2020년 2월 28일 운행 종료)
- 도큐 1000계(2013년 3월 16일 운행 종료)
- 3000계(1994년 7월 23일 운행 종료)
- 도부 철도 2000계(1993년 8월 1일 운행 종료)
- 도큐 7000계(1991년 6월 3일 운행 종료)

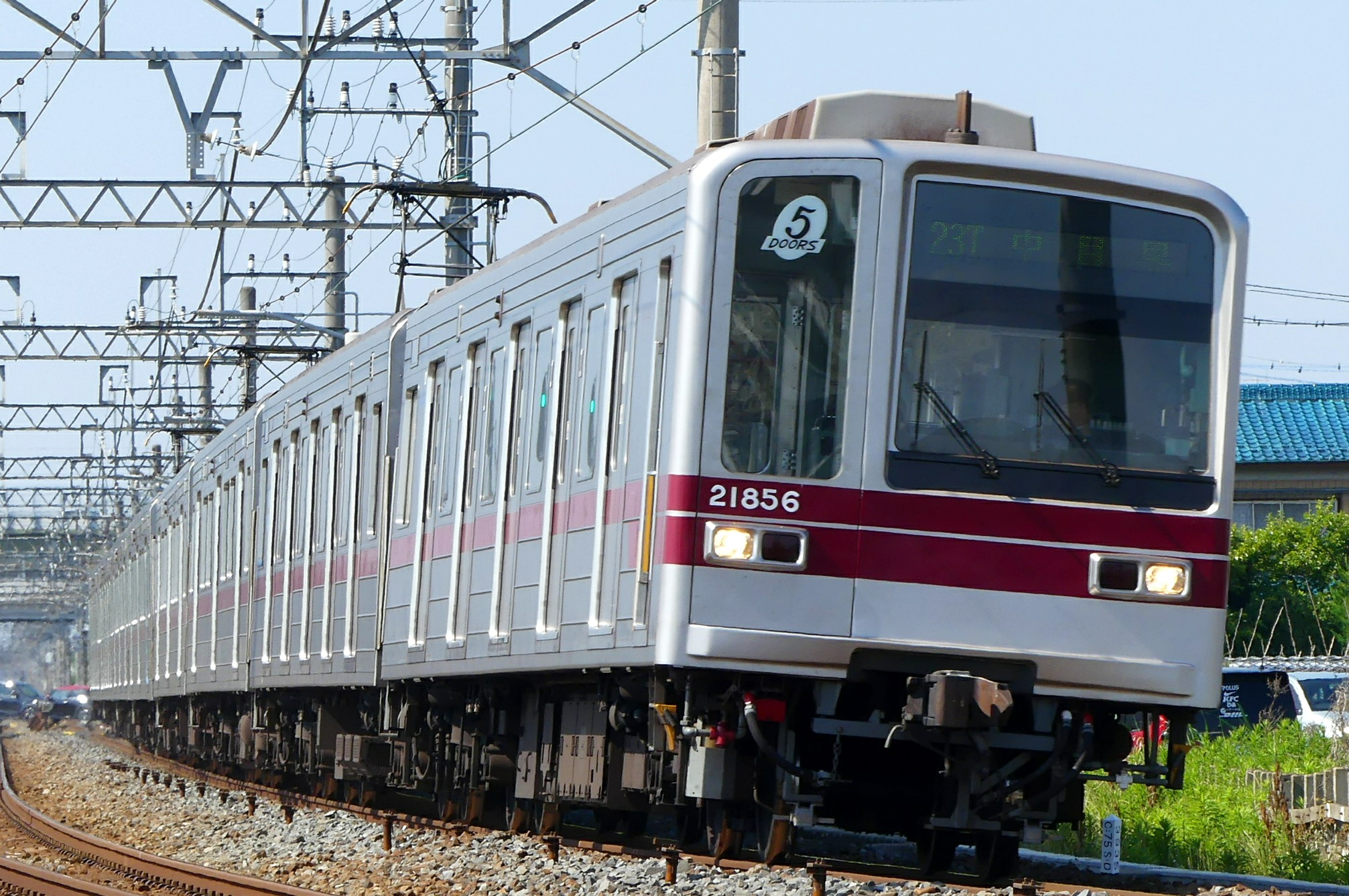
도부 20000계
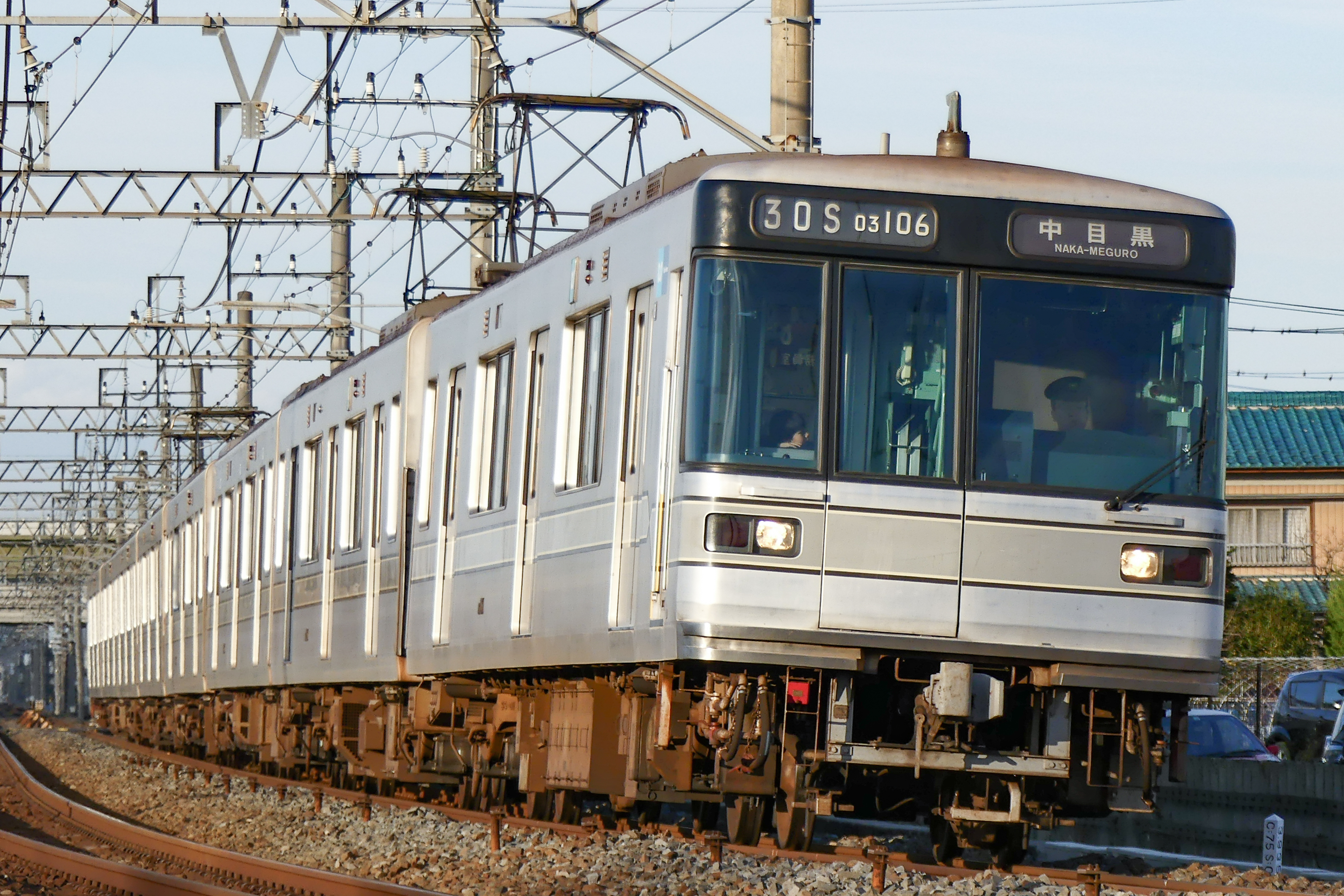
03계
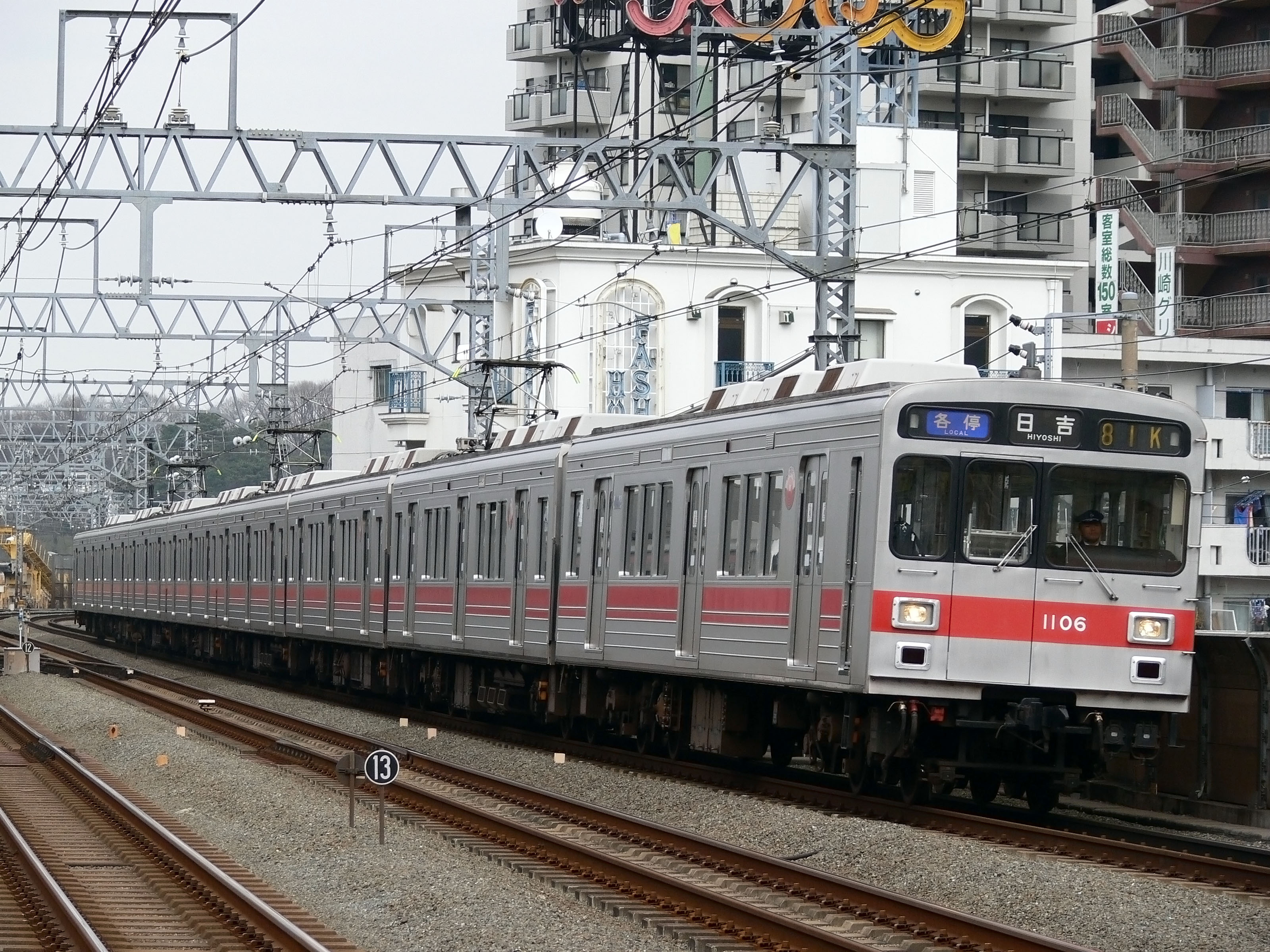
도큐 1000계
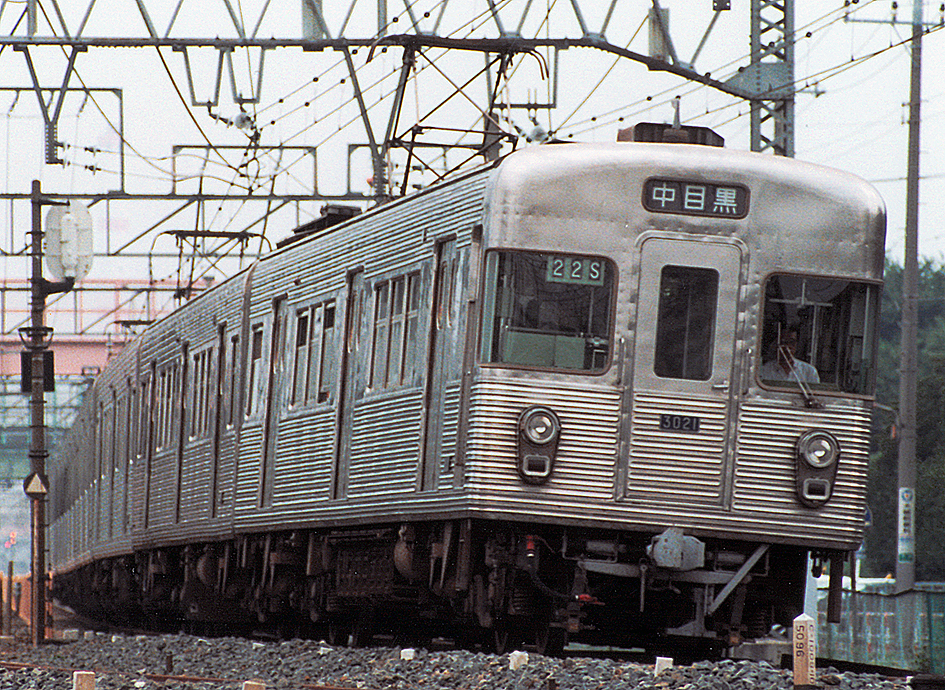
3000계
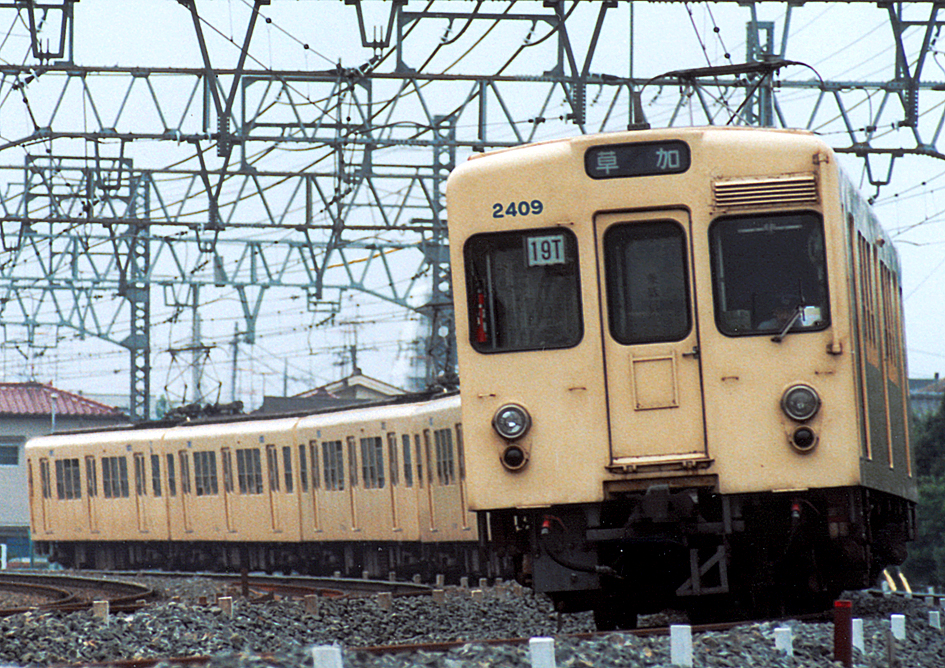
도부 2000계
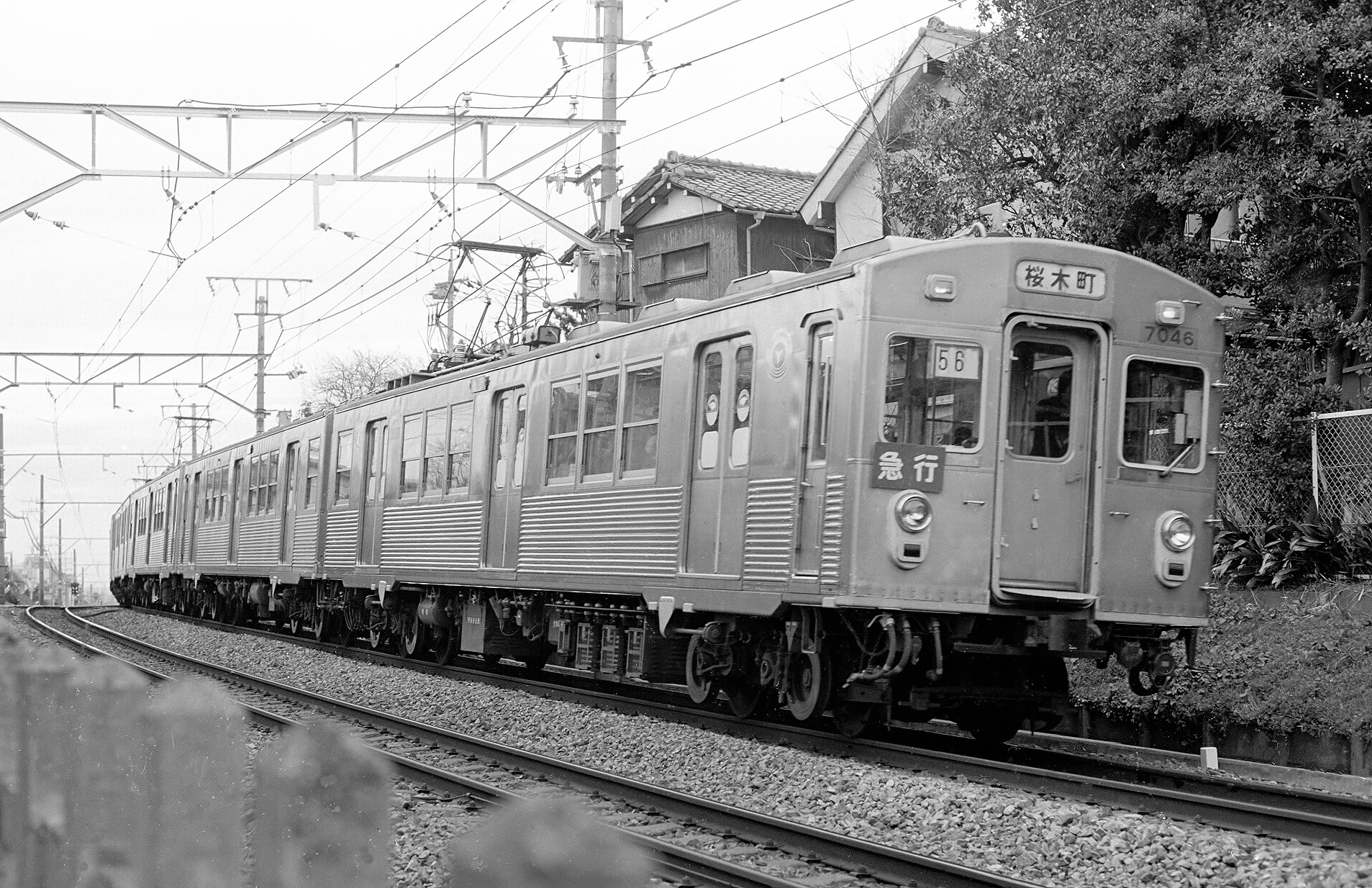
도큐 7000계

## 역 목록
| 역 번호 | 역명                        | 일어 역명           | T H | 접속 노선 | 역간 거리 | 누적 거리 | 소재지 | 소재지     |
| ------- | --------------------------- | ------------------- | --- | --- | --------- | --------- | ------ | ---------- |
| H-01    | 나카메구로                  | 中目黒              |     | 도쿄 급행 전철 도요코선 (TY 03) |           | 0.0       | 도쿄도 | 메구로구   |
| H-02    | 에비스                      | 恵比寿              | ▲   | JR 사이쿄선 (JA 09) JR 쇼난 신주쿠 라인 (JS 18) JR 야마노테선 (JY 21) | 1.0       | 1.0       | 도쿄도 | 시부야구   |
| H-03    | 히로오                      | 広尾                | ▲   | | 1.5       | 2.5       | 도쿄도 | 미나토구   |
| H-04    | 롯폰기                      | 六本木              | ▲   | 도에이 지하철 오에도선 (E-23) | 1.7       | 4.2       | 도쿄도 | 미나토구   |
| H-05    | 가미야초                    | 神谷町              | ▲   | | 1.5       | 5.7       | 도쿄도 | 미나토구   |
| H-06    | 도라노몬 힐스               | 虎ノ門ヒルズ        | ▲   | 긴자선 (도라노몬 역, G-07) | 0.5       | 6.2       | 도쿄도 | 미나토구   |
| H-07    | 가스미가세키                | 霞ケ関              | ●   | 마루노우치선 (M-15) 지요다선 (C-08) | 0.8       | 7.0       | 도쿄도 | 지요다구   |
| H-08    | 히비야                      | 日比谷              | │   | 지요다선 (C-09) 도에이 지하철 미타선 (I-08) 유라쿠초선 (유라쿠초역, Y-18) JR 게이힌 도호쿠선 (유라쿠초역, JY 25) JR 야마노테선 (유라쿠초역, JY 30) | 1.2       | 8.2       | 도쿄도 | 지요다구   |
| H-09    | 긴자 (마쓰야 · 미쓰코시 앞) | 銀座 (松屋・三越前) | ●   | 긴자 선 (G-09) 마루노우치선 (M-16) 유라쿠초선 (긴자 1초메 역, Y-19) | 0.4       | 8.6       | 도쿄도 | 주오구     |
| H-10    | 히가시긴자 (가부키자 앞)    | 東銀座 (歌舞伎座前) | │   | 도에이 지하철 아사쿠사선 (A-11) | 0.4       | 9.0       | 도쿄도 | 주오구     |
| H-11    | 쓰키지 (혼간지 앞)          | 築地(本願寺前)      | │   | 유라쿠초선 (신토미초역, Y-20) | 0.6       | 9.6       | 도쿄도 | 주오구     |
| H-12    | 핫초보리                    | 八丁堀              | │   | JR 게이요선 (JE 02) | 1.0       | 10.6      | 도쿄도 | 주오구     |
| H-13    | 가야바초                    | 茅場町              | ●   | 도자이선 (T-11) | 0.5       | 11.1      | 도쿄도 | 주오구     |
| H-14    | 닌교초                      | 人形町              | │   | 도에이 지하철 아사쿠사선 (A-14) 한조몬선 (스이텐구마에 역, Z-10) | 0.9       | 12.0      | 도쿄도 | 주오구     |
| H-15    | 고덴마초                    | 小伝馬町            | │   | | 0.6       | 12.6      | 도쿄도 | 주오구     |
| H-16    | 아키하바라                  | 秋葉原              | ●   | JR 게이힌 도호쿠선 (JK 28) 야마노테 선 (JY 03) 주오·소부 완행선 (JB 19) 수도권 신도시 철도 쓰쿠바 익스프레스 (TX 01) 도에이 지하철 신주쿠선 (이와모토초 역, S-08)                                                                                                   | 0.9       | 13.5      | 도쿄도 | 지요다구   |
| H-17    | 나카오카치마치              | 仲御徒町            | │   | 긴자선 (우에노히로코지 역, G-15) 도에이 지하철 오에도선 (우에노오카치마치 역, E-09) JR 게이힌 도호쿠선 (오카치마치역, JK 29) JR 야마노테선 (오카치마치역, JY 04) | 1.0       | 14.5      | 도쿄도 | 다이토구   |
| H-18    | 우에노                      | 上野                | ●   | 긴자선 (G-16) 도호쿠 신칸센 야마가타 신칸센 아키타 신칸센 조에츠 신칸센 호쿠리쿠 신칸센 JR 게이힌 도호쿠선 (JK 27) JR 다카사키선 (JU 02) JR 우쓰노미야선 (JU 02) JR 야마노테선 (JY 05) JR 조반선 (쾌속) · JR 조반선 (JJ 01) 게이세이 본선 (게이세이우에노역, KS 01) | 0.5       | 15.0      | 도쿄도 | 다이토구   |
| H-19    | 이리야                      | 入谷                | │   | | 1.2       | 16.2      | 도쿄도 | 다이토구   |
| H-20    | 미노와                      | 三ノ輪              | │   | 도덴 아라카와선 (미노와바시 정류장, SA 01) | 1.2       | 17.4      | 도쿄도 | 다이토구   |
| H-21    | 미나미센주                  | 南千住              | │   | JR 조반선 (쾌속) (JJ 04) 수도권 신도시 철도 쓰쿠바 익스프레스 (TX 04) | 0.8       | 18.2      | 도쿄도 | 아라카와구 |
| H-22    | 기타센주                    | 北千住              | │   | 지요다선 (C-18) 도부 철도 이세사키선 (TS-09, 직결 운행) JR 조반선 (쾌속) (JJ 05) 수도권 신도시 철도 쓰쿠바 익스프레스 (TX 05) | 2.1       | 20.3      | 도쿄도 | 아다치구   |

- TH : TH 라이너 정차역